# Jinn (serie de televisión)
Jinn (en árabe: جِنّ) es una serie de televisión web de drama sobrenatural árabe jordano que se estrenó en Netflix el 13 de junio de 2019.

## Sinopsis
Jinn sigue la historia de un grupo de jóvenes que estudian en una escuela privada en Amán y van de excursión a Petra, conocida como el hogar de antiguos demonios y fenómenos extraños. La vida del grupo se ve interrumpida cuando aparece una figura espiritual, convocada accidentalmente por Mira. Ellos deberán tratar de evitar que este yinn destruya el mundo.

## Reparto
- Salma Malhas como Mira
- Sultan Alkhail como Yassin
- Hamzeh Okab como Keras
- Aysha Shahaltough como Vera
- Zaid Zoubi como Hassan
- Ban Halaweh como Layla
- Yasser Al Hadi como Fahed
- Mohammad Nizar como Nasser
- Mohammad Hindieh como Omar
- Karam Tabbaa como Jameel
- Abdelrazzaq Jarkas como Tareq
- Hana Chamoun como la Srta. Ola
- Faris Al Bahri como Naji
- Manal Sehaimat como Lubna

## Episodios
| N.º | Título                                                  | Dirigido por        | Escrito por                                 | Fecha de emisión original |
| --- | ------------------------------------------------------- | ------------------- | ------------------------------------------- | ------------------------- |
| 1   | «Strange Whispers» «Susurros extraños»                  | Mir-Jean Bou Chaaya | Elan Dassani y Amin Matalqa                 | 13 de junio de 2019       |
| 2   | «Magic Sand» «Arena mágica»                             | Mir-Jean Bou Chaaya | Elan Dassani, Rajeev Dassani y Tiffany Ho   | 13 de junio de 2019       |
| 3   | «A Dangerous Funny Feeling» «Presentimiento oscuro»     | Amin Matalqa        | Elan Dassani, Rajeev Dassani y Dolores Rice | 13 de junio de 2019       |
| 4   | «#JinnHunter» «#JinnHunter»                             | Amin Matalqa        | Elan Dassani y Rajeev Dassani               | 13 de junio de 2019       |
| 5   | «Careful What You Wish For» «Cuidado con lo que deseas» | Mir-Jean Bou Chaaya | Elan Dassani y Rajeev Dassani               | 13 de junio de 2019       |

## Producción

### Desarrollo
El 26 de febrero de 2018, se anunció que Netflix había pedido la producción de una serie titulada Jinn de 6 episodios, dirigida por Mir-Jean Bou Chaaya, y producida por Elan y Rajeev Dassani.
El 13 de agosto de 2018, se anunció que además de servir como director, Mir-Jean Bou Chaaya también actuaría como productor ejecutivo. Además, se informó además que los guionistas incluirían a Elan y Rajeev Dassani y Amin Matalqa. Se esperaba que Elan sirviera como escritor principal, mientras que Matalqa estaba programada para dirigir dos episodios. El 18 de abril de 2019, se anunció que la serie está programada para estrenarse el 13 de junio de 2019.

### Casting
El 13 de agosto de 2018, se anunció que Salma Malhas, Hamzeh Okab, Sultan Alkhail, Aysha Shahaltough, Yasser Al Hadi, y Ban Halaweh habían sido elegidos en roles principales.

### Rodaje
El rodaje comenzó el 13 de agosto de 2018 en Amán, Jordania. El rodaje estaba programada para durar en el transcurso de diez semanas en lugares como Petra, Wadi Rum y una docena de lugares en Amán.